# Filip Koetev
Filip Koetev Tenev (Ajtos, 13 juni 1903 – Sofia, 27 november 1982) was een Bulgaars componist en dirigent. Hij werd bekend als oprichter van het Filip Koetev Ensemble, dat ook na zijn overlijden bleef voortbestaan. Zijn muziek is een mengeling van Bulgaarse traditionele folk- en klassieke muziek.

## Biografie
Koetev werd geboren op 13 juni 1903 geboren te Ajtos. In 1922 leerde hij viool spelen op de muziekschool. In 1926 ging hij van de school naar het conservatorium, waar hij in 1930 afstudeerde. Zijn eerste baan was kapelmeester bij het militaire orkest van de 24e Infanterie Regiment te Boergas.
In 1935 schreef hij de Bulgaarse Rapsodie. Het nummer was eigenlijk bedoeld voor een brassband, maar Koetev herwerkte het voor symfonieorkesten. In 1940 vond de eerste voorstelling plaats van zijn symfonie German. In 1949 toerde hij samen met het Russisch ensemble Pjatnitski. Tijdens deze tour kwam hij op het idee om een eigen folkensemble op te richten dat zou voortborduren op de eeuwenoude muzikale tradities van het land.
In Sofia zocht hij steun bij vooraanstaande personen om zijn plan te verwezenlijken, maar uiteindelijk duurde het tot 1 mei 1951 tot de oprichting plaatsvond, samen met zijn echtgenote Maria Koeteva. Tot aan zijn dood bleef hij er artistiek directeur en bracht het ensemble tot een internationaal succes, met voorstellingen in zowel Europa, Azië als Amerika. Ook ging hij geregeld op reis door Bulgarije op zoek naar nieuw talent. In zijn geboorteplaats Ajtos startte hij het inmiddels jaarlijkse evenement Slavische nachten. Als eerbetoon aan zijn repertoire en inzet werd er in 1967 een lokale school naar hem vernoemd.
Koetev overleed op 27 november 1982 in Sofia.

## Eerbetoon
Er werden straten naar hem vernoemd. Verder werd zijn naam toegevoegd aan die van het Nationaal Folk Ensemble.
In het centrum van Sofia werd een buste van Koetev geplaatst.

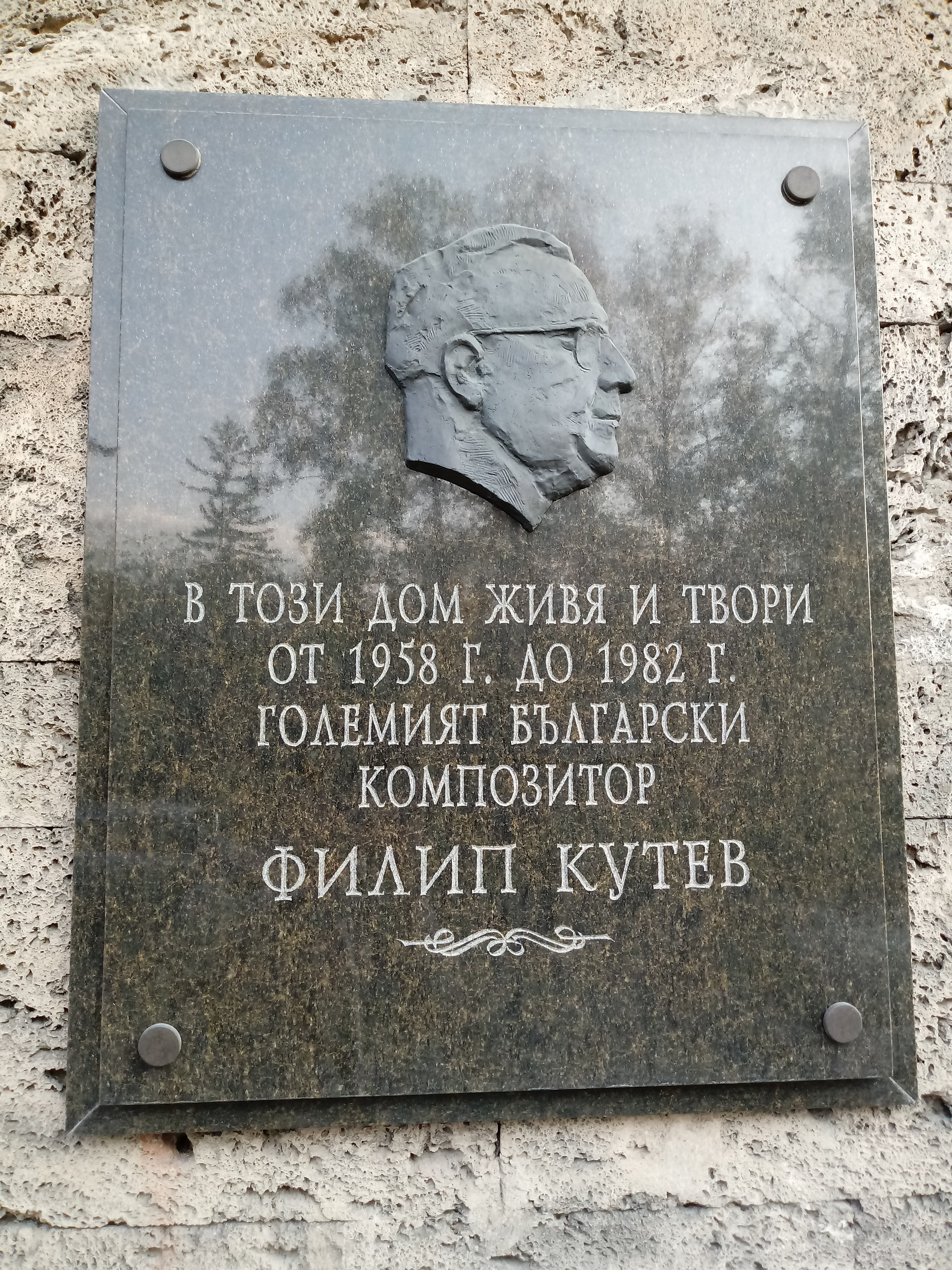
Gedenkplaat op de gevel van zijn huis naast het Zaimov-park
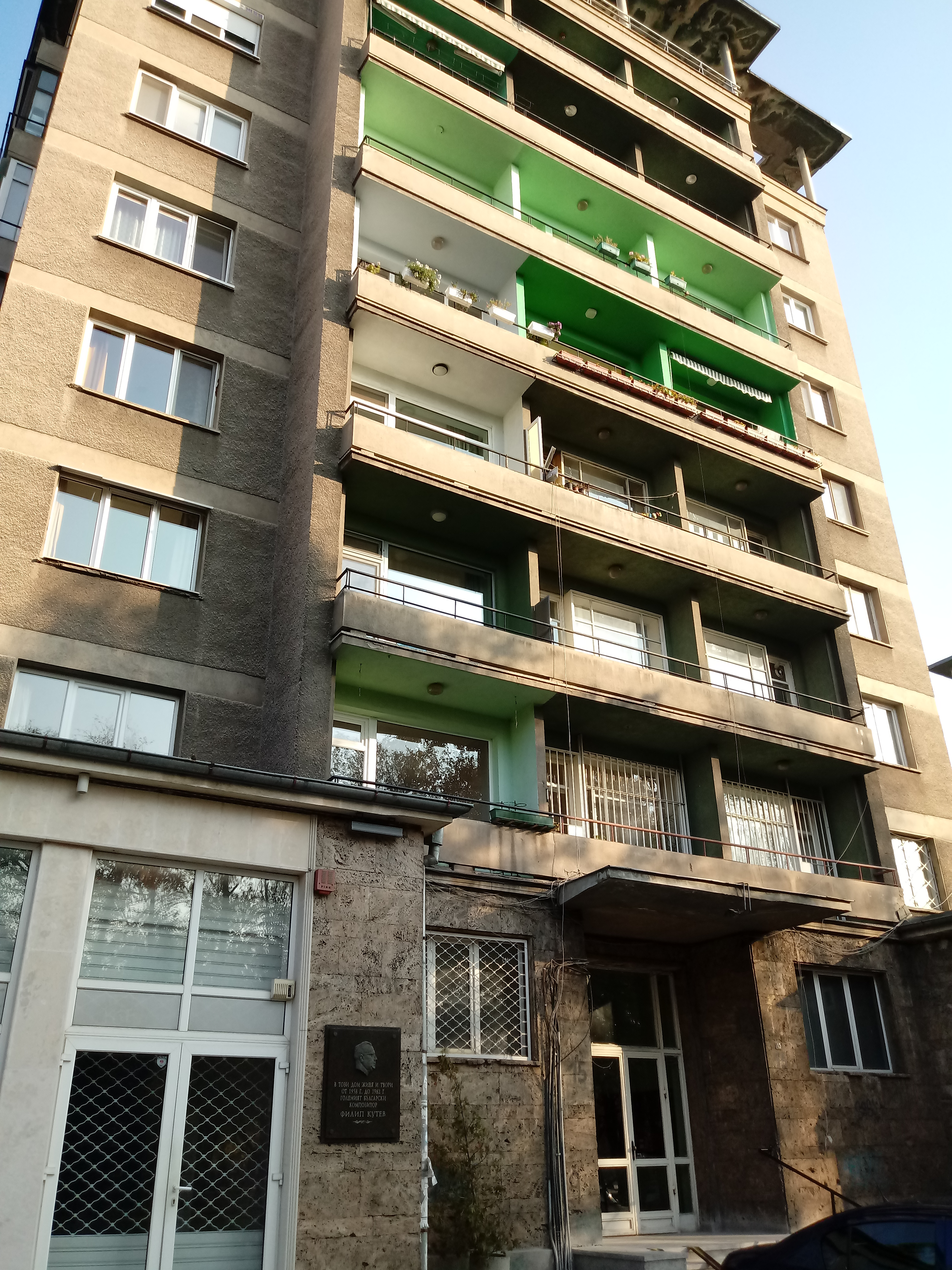
Koetevs woon- en werkhuis van 1958 tot 1982

- Bibliothèque nationale de France: cb14433913k (data)
- Gemeinsame Normdatei: 121808491
- International Standard Name Identifier: 0000 0001 1078 4986
- Library of Congress Control Number: n82152218
- MusicBrainz: 2287baf2-21bb-4ab5-b8ef-2e9a4c62fe1c
- Nationale Bibliotheek van Tsjechië: jn20021030002
- Nationale Bibliotheek van Israël: 987012359277105171
- Système universitaire de documentation: 124629474
- Virtual International Authority File: 95339187
- WorldCat: E39PBJkdqWwhx93gcCXtK43G73